# ГЕС Houay Lamphan Gnai
ГЕС Houay Lamphan Gnai — гідроелектростанція у південно-східній частині Лаосу. Використовує ресурс річки Houay Lamphan, правої притоки Секонгу, який вже на території Камбоджі зливається з Тонле-Сан та невдовзі впадає ліворуч до Меконгу (басейн Південно-Китайського моря).
У південній частині Лаосу розташоване плато Болавен, обмежене зі сходу долиною Секонгу, в бік якої воно обривається стрімким уступом, що створює гарні умови для розвитку тут гідроенергетики. В межах проекту Houay Lamphan Gnai на плато звели комбіновану греблю, яка включає ділянку з ущільненого котком бетону (висота 79 метрів, довжина 565 метрів) та земляну частину (висота 41 метр, довжина 65 метрів). Вона утворила водосховище з площею поверхні 6,8 км2 та об'ємом 141 млн м3, в якому припустиме коливання рівня поверхні в операційному режимі між позначками 795 та 820 метрів НРМ.
За 4 км вище від греблі облаштовано водозабір, з якого в бік східного уступу плато прямує дериваційний тунель довжиною 2,8 км з діаметром 2,8 метра. На завершальному етапі тунель сполучений із запобіжним балансувальним резервуаром діаметром 6 метрів та напірною шахтою, за якою починається нижня ділянка траси. Вона включає тунель довжиною 4,45 км зі спадаючим діаметром від 2,8 до 1,8 метра, після якого прокладено відкритий водовід довжиною 0,15 км з діаметром від 1,8 до 1,55 метра. У підсумку ресурс потрапляє до машинного залу, облаштованого на правому березі Houay Lamphan, котра спустилась з північного уступу плато та тепер прямує у південно-східному напрямку на зустріч з Секонгом (при цьому відстань між греблею та залом по руслу перевищує 25 км).
Основне обладнання станції становлять дві турбіни типу Пелтон загальною потужністю 88 МВт, які при чистому напорі у 536 метрів забезпечують виробництво 480 млн кВт-год електроенергії на рік.
Видача продукції відбувається по ЛЕП, розрахованій на роботу під напругою 115 кВ.